# 回家的路 (電影)
《回家的路》（韓語：집으로 가는 길）是一部2013年上映的韓國電影，改編自真實事件。劇情講述一名韓國平凡主婦在法國奧利機場涉嫌毒品走私，之後被關在馬提尼克島的監獄，丈夫為了將她救出所展開的故事。

## 演員陣容
- 全道嬿：宋靜妍
- 高洙：金鐘裴
- 姜智友：惠琳
- 柳泰浩：方領事
- 裴晟佑：秋科長
- 張光：駐法大使

## 製作
河正宇和全智賢曾經是男女主角的人選，隨著製作日程改變，兩位的出演計劃因此擱淺，而高洙是受到河正宇的提議出演了這部電影。由於是真實事件改編，為呈現出逼真的場景，劇組前往了法國奧利機場、駐法國大使館、加勒比海及多明尼加的女子監獄等實際場所或最相似場所取景。

## 獲獎
- 2014年第5屆年度電影獎[8]
  - 女主角獎：全度妍
- 2014年：第34屆黃金攝影獎 最佳男主角獎

## 外部連結
- NAVER電影（页面存档备份，存于）